# Naglavci
Nagllavë en albanais et Naglavci en serbe latin (en serbe cyrillique : Наглавци) est une localité du Kosovo située dans la commune/municipalité de Klinë/Klina et dans le district de Pejë/Peć. Selon le recensement kosovar de 2011, elle compte 67 habitants.

## Démographie

### Évolution historique de la population dans la localité
| 1948 | 1953 | 1961 | 1971 | 1981 | 1991 | 2011 |
| ---- | ---- | ---- | ---- | ---- | ---- | ---- |
| 108  | 138  | 149  | 289  | 318  | 324  | 67   |

|  |

### Répartition de la population par nationalités (2011)
En 2011, les Albanais représentaient 68,66 % de la population et les Égyptiens 17,91 %.